# Menachem Birnbaum
Menachem Birnbaum (Vienna, 13 marzo 1893 – Auschwitz, 1944) è stato un illustratore e artista austriaco di origine ebraica, vittima dell'Olocausto.

## Biografia
Birnbaum era il secondo figlio del filosofo ebreo Nathan Birnbaum e sua moglie Rosa Korngut. Birnbaum in seguito sposò Ernestine (Tina) Esther Helfmann, con la quale ebbe due figli: Rafael Zwi e Hana. Birnbaum visse a Berlino dal 1911 al 1914 e di nuovo dal 1919 al 1933. Emigrò nei Paesi Bassi a causa della persecuzione nazista. Nella primavera del 1943 fu arrestato dalla Gestapo e con i suoi parenti fu inviato in un campo di concentramento nazista tedesco, dove morì. Menachem e la sua famiglia Tina, Rafael Zwi e Hana Birnbaum morirono a Sobibór nel 1943.

## Opere
- Das Hohe Lied, Berlin 1912
- Der Aschmeda, Berlin-Warsaw 1912
- Schlemiel, Berlin 1919-1920 (Schriftleitung des künstlerischen Teils)
- Chad Gadjo, Berlin 1920
- Chad Gadjo, Scheveningen 1935
- Menachem Birnbaum Zeigt, Den Haag 1937